# USS Longshaw (DD-559)
USS Longshaw (DD-559) là một tàu khu trục lớp Fletcher được Hải quân Hoa Kỳ chế tạo trong Chiến tranh Thế giới thứ hai. Nó là chiếc tàu chiến duy nhất của Hải quân Mỹ được đặt theo tên Bác sĩ William Longshaw, Jr. (1836-1865), người phục vụ trong hải quân và tử trận trong cuộc Nội chiến Hoa Kỳ. Nó hoạt động cho đến gần cuối Thế Chiến II, bị mắc cạn ngoài khơi Naha, Okinawa và bị hỏa lực đối phương đánh chìm ngày 18 tháng 5 năm 1945. Nó được tặng thưởng chín Ngôi sao Chiến trận trong Thế Chiến II.

## Thiết kế và chế tạo
Longshaw được đặt lườn tại xưởng tàu của hãng Seattle-Tacoma Shipbuilding Corporation ở Seattle, Washington vào ngày 16 tháng 6 năm 1942. Nó được hạ thủy vào ngày 4 tháng 6 năm 1943; được đỡ đầu bởi bà Ella Mae Richards; và nhập biên chế vào ngày 4 tháng 12 năm 1943 dưới quyền chỉ huy tạm thời của Đại úy Hải quân Neal Almgren; Trung tá Hải quân Robert Hursey Speck nhận quyền chỉ huy chính thức vào ngày 13 tháng 12 năm 1943.

## Lịch sử hoạt động
Longshaw khởi hành vào ngày 15 tháng 12 năm 1943 để chạy thử máy huấn luyện và thử nghiệm ngoài khơi vùng bờ Tây. Nó quay trở về cảng ngày 26 tháng 1 năm 1944 để đại tu sau thử máy. Nó lại lên đường từ San Francisco, California vào ngày 18 tháng 2, đi ngang qua Trân Châu Cảng để hướng đến khu vực quần đảo Marshall, và đi đến Kwajalein vào ngày 4 tháng 3.

### Chiến dịch Hollandia
Được phân về Đệ Ngũ hạm đội, Longshaw lên đường đi Majuro vào ngày 15 tháng 3, nơi nó tuần tra ngoài khơi các đảo Wotje và Maleolap cho đến ngày 21 tháng 3. Nó rời Majuro ngày hôm sau, hộ tống một đội đặc nhiệm tiếp nhiên liệu cho Lực lượng Đặc nhiệm 58, lực lượng tàu sân bay nhanh trong các cuộc không kích xuống Palau, Yap, Ulithi và Woleai từ ngày 30 tháng 3 đến ngày 1 tháng 4, quay trở về Majuro vào ngày 6 tháng 4. Sáu ngày sau, nó lại lên đường đi ngang qua Manus để đến Hollandia, hộ tống cùng đội đặc nhiệm tiếp liệu trong khi các tàu sân bay không kích dọc bờ biển New Guinea để hỗ trợ cho cuộc đổ bộ của lực lượng dưới quyền Đại tướng Douglas MacArthur. Nó quay trở về Trân Châu Cảng vào ngày 9 tháng 5 để sửa chữa nhỏ và huấn luyện.

### Chiến dịch quần đảo Mariana
Lên đường hướng đến quần đảo Mariana vào ngày 30 tháng 5, Longshaw hộ tống cho lực lượng tấn công phía Bắc, và đi đến ngoài khơi Saipan vào ngày 15 tháng 6. Trong hai tháng tiếp theo, ngoại trừ một chuyến đi ngắn đến Eniwetok, nó ở lại khu vực chiến sự bảo vệ cho các tàu sân bay hộ tống khi chúng hỗ trợ trên không cho cuộc chiếm đóng, cũng như làm tàu cứu hộ cho những phi công bị bắn rơi. Lên đường đi Eniwetok vào ngày 22 tháng 8, nó lại lên đường vào ngày 29 tháng 8 bảo vệ cho các tàu sân bay thuộc Đội đặc nhiệm 38.3 trong các cuộc không kích xuống các mục tiêu tại Palau, Mindanao và Luzon, và trực tiếp hỗ trợ cho cuộc đổ bộ tại Palau, căn cứ tập trung lực lượng cho việc tái chiếm Philippines.
Vào ngày 9 tháng 9, Longshaw cùng các tàu chiến khác trong đội đã tấn công một đoàn tàu vận tải Nhật Bản ngoài khơi Mindanao, bản thân nó tiêu diệt ba tàu duyên vận nhỏ. Sau đó nó tiếp tục hỗ trợ các tàu sân bay trong các hoạt động tại miền Nam Philippines, cho đến khi đi đến Ulithi vào ngày 2 tháng 10.

### Chiến dịch Leyte
Longshaw lên đường cùng Đội đặc nhiệm 38.3 vào ngày 6 tháng 10 cho một chiến dịch không kích rộng lớn, chuẩn bị cho Chiến dịch Philippines. Máy bay từ tàu sân bay đã đánh vào các sân bay đối phương tại Okinawa, Đài Loan và Luzon từ ngày 10 đến ngày 13 tháng 10. Nằm trong thành phần hộ tống, bản thân chiếc tàu khu trục đã bắn rơi một máy bay ném bom-ngư lôi đối phương tại Đài Loan vào ngày 12 tháng 10. Các tàu sân bay nhanh tiếp tục hoạt động hỗ trợ cho việc đổ bộ lên Leyte, liên tục đánh phá các sân bay tại Philippines cho đến đêm 24 tháng 10, khi lực lượng hùng hậu này chuyển hướng lên phía Bắc tấn công lực lượng tàu sân bay Nhật, mà thực chất hầu như không còn máy bay và hoạt động như mồi nhữ, trong Trận chiến mũi Engaño diễn ra sau đó. Máy bay Hoa Kỳ đã tiêu diệt số tàu sân bay còn lại của Hải quân Nhật Bản.
Đặt căn cứ tại Ulithi, Longshaw hoạt động cùng Đội đặc nhiệm 38.3 cho đến hết năm 1944, hộ tống các tàu sân bay trong các chiến dịch không kích căn cứ đối phương tại Okinawa, Đài Loan và Luzon, giúp dọn đường cho chính cuộc đổ bộ lên Luzon vào tháng 1 năm 1945.

### Chiến dịch Luzon
Trong đêm 9-10 tháng 1 năm 1945, Longshaw tháp tùng các tàu sân bay nhanh băng qua eo biển Bashi giữa Philippines và Đài Loan, tiến vào Biển Đông. Trong mười ngày tiếp theo, Lực lượng Đặc nhiệm 38 không bị đối kháng đã tung ra các cuộc không kích xuống các cơ sở Nhật Bản tại Đông Dương thuộc Pháp, Đài Loan và dọc theo bờ biển phía Nam Trung Quốc, bao gồm Hong Kong và Hải Nam. Sau khi quay trở lại ngang qua eo biển Balintang, họ tấn công Okinawa một lần nữa vào ngày 22 tháng 1 trước khi rút lui vể Ulithi vào ngày 26 tháng 1.

### Chiến dịch Iwo Jima và Okinawa
Longshaw khởi hành từ Ulithi vào ngày 10 tháng 2 cùng một đội dẫn đường máy bay chiến đấu ban đêm trên tàu. Cùng với lực lượng đặc nhiệm tàu sân bay nhanh, nó phục vụ như tàu dẫn đường chiến đấu và cột mốc radar canh phòng trong đợt không kích lên Tokyo vào các ngày 17 và 18 tháng 2. Trong thời gian còn lại của tháng, nó hộ tống cho Đội đặc nhiệm 58.5, đội tàu sân bay hoạt động đêm trong các chiến dịch ngoài khơi Iwo Jima. Quay trở về Ulithi vào ngày 12 tháng 3, nó lại lên đường đi Okinawa vào ngày 21 tháng 3, bảo vệ cho đơn vị hỗ trợ và bắn phá tham gia cuộc tấn công. Đến nơi vào ngày 25 tháng 3, nó bắn phá các vị trí đối phương trên bờ hỗ trợ cho binh lính chiến đấu, phục vụ trong nhiệm vụ này suốt tháng 4 và sang đầu tháng 5 với hiệu quả cao. Nó liên tục phải đáp ứng hỗ trợ hỏa lực theo yêu cầu cả ngày lẫn đêm, đồng thời phải chống trả các cuộc không kích của máy bay cảm tử Nhật Bản.
Sau bốn ngày liên tục làm nhiệm vụ hỗ trợ hỏa lực, vào sáng ngày 18 tháng 5 năm 1945, lúc đang trên đường đi đến khu vực tuần tra, Longshaw mắc cạn tại một dãi san hô ngầm ngay về phía Nam sân bay Naha lúc 07 giờ 19 phút. Sau khi các nỗ lực nhằm thoát ra bị thất bại, tàu kéo Arikara (ATF-98) đã đi đến nơi lúc 09 giờ 45 phút. Đến 10 giờ 00, hạm trưởng chiếc tàu kéo, Đại úy John Aikin, và điện báo viên James J Zikus đã sang chiếc Longshaw để bố trí việc cứu hộ và liên lạc. Việc kéo được tiến hành lúc 11 giờ 00, và đến 11 giờ 01 phút, các khẩu đội pháo bờ biển Nhật Bản khai hỏa, bắn vào vùng biển chung quanh Arikari và Longshaw. Chiếc tàu khu trục tìm cách bắn trả, nhưng mũi tàu bị thổi bay hoàn toàn do một phát đạn pháo trúng đích vào hầm đạn phía trước. Khi các nỗ lực cứu tàu trở nên vô vọng, lệnh bỏ tàu được truyền miệng từ cầu tàu. Lúc 11 giờ 05 phút, mọi người có mặt trên cầu tàu đều bị thiệt mạng hay bị thương; Thiếu tá Hạm trưởng Clarence William Becker bị tử thương tại đây cùng với điện báo viên Zikus của chiếc Arikaka. Đến 11 giờ 15 phút, lệnh bỏ tàu truyền đến phòng nồi hơi và pòng động cơ phía đuôi tàu.
Lúc khoảng 12 giờ 00, tàu đổ bộ LCI USS LCI(L)-356 cặp bên mạn Longshaw để giúp di tản những người bị thương. Chiếc tàu khu trục bốc cháy dữ dội, đạn pháo nổ trong hầm đạn, và sàn tàu nóng đến mức gây bỏng; nhiều người trong nhóm cứu nạn được tặng thưởng do đã hành động dũng cảm để cứu hộ. Tổn thất của Longshaw là 86 người thiệt mạng hay mất tích, bao gồm Hạm trưởng; ngoài ra còn có 95 thành viên thủy thủ đoàn khác bị thương; 113 người đã sống sót. Xế chiều hôm đó, con tàu bị phá hủy bởi hải pháo và ngư lôi từ các tàu chiến khác.

## Phần thưởng
Longshaw được tặng thưởng chín Ngôi sao Chiến trận do thành tích phục vụ trong Thế Chiến II.